# Solihull
Solihull est une ville dans les Midlands de l'Ouest en Angleterre avec une population de 94 753 habitants (2001).
Elle fait partie de la conurbation des Midlands de l'Ouest avec les villes de Birmingham, Wolverhampton et les villes du Black Country (une vingtaine de villes du secteur).
Solihull est située au sud-est de Birmingham. C'est la plus grande ville et le chef-lieu d'un secteur nommé district métropolitain de Solihull.
Les habitants de Solihull sont appelés : Sihillians.

## Devise de Solihull

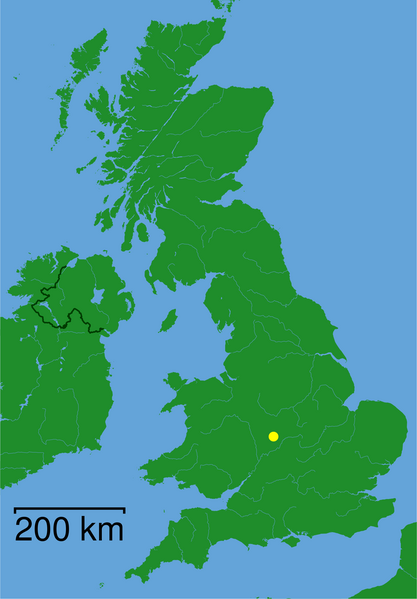
Solihull sur la carte.

La devise de Solihull est "Urbs in Rure" (Urbs pour Urbain et Rure pour Rurale) soit la ville à la campagne. D'autres parlent plutôt de 'ville rurale' le 'à la' campagne serait de trop.

## Équipements et commerce
Solihull a une forte attractivité commerciale. D'abord centré autour d'un centre commercial à architecture béton des années soixante, elle croît sans cesse et, en 2001, un tout nouveau centre commercial a été inauguré par la reine Élisabeth II en personne.
Le Parc national des expositions, que l'on situerait généralement à Birmingham est en fait dans la périphérie de Solihull, comme le sont les installations de l'aéroport international de Birmingham.

## Histoire
Solihull tient sans doute son nom de boueuse, souillée (soily), et de colline (hill). 
Une église de paroisse a été construite sur une colline de marne rouge dure, qui tourne en boue collante par temps humide. 
Solihull remonte aux temps médiévaux quand elle fut fondée en tant que place de marché et devint, plus tard, un relais de diligences important. 
La ville est reconnue pour son architecture historique qui compte de nombreux exemples de maisons et commerces à colombages. La vieille école 'Solihull School' date de 1560. 

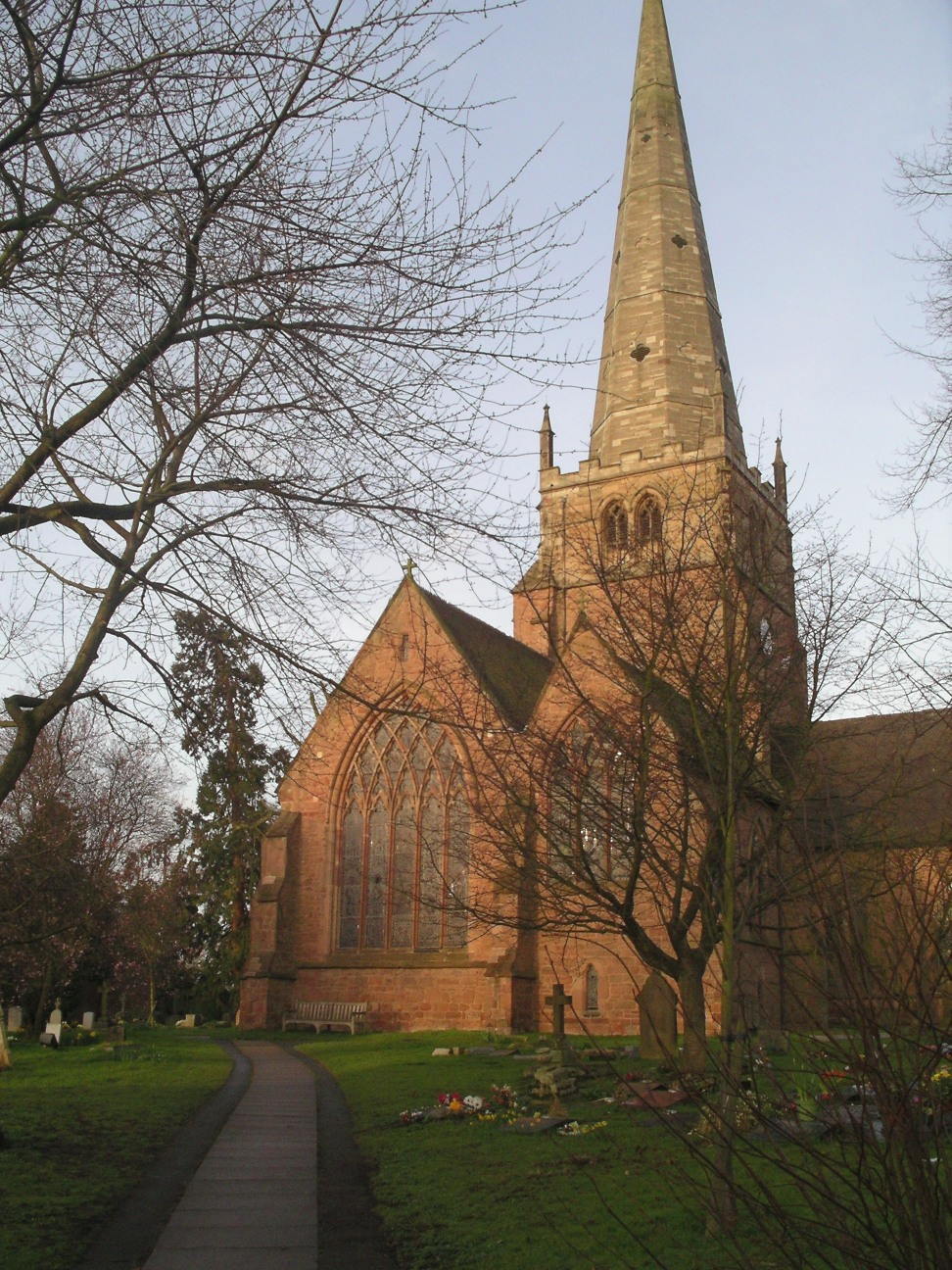
Église St Alphege - Solihull.

L'église St Alphege en grès rouge, dont la construction remonte à la même période, est un bel exemple de l'architecture classique religieuse britannique, avec sa flèche traditionnelle qui rend l'église visible de très loin. Elle est située à l'entrée de High Street. Elle a été fondée par Hugh de Oddingsell en 1220.
Une chorale de chant religieux a aussi été fondée par William de Oddingsell dans cette chapelle en 1277 et la chapelle haute dans St Alphege a été conçue pour le chant aussi. Le prêtre y habitait et avait, en dessous, sa sacristie dans une crypte. Sa cheminée y est toujours visible.
Contrairement à Birmingham, sa voisine, la révolution industrielle a oublié Solihull, et, jusqu'au XXe siècle, Solihull est resté une petite ville de marchés. En 1901, elle comptait seulement 7 500 habitants alors que dans les années soixante, elle a franchi le cap des 100 000 habitants. Cette croissance était entièrement due au surplus de population de Birmingham.
Jusqu'au début des années soixante, la rue principale avait gardé l'aspect de ce qu'elle avait pu être à la fin du XIXe siècle avec quelque rues de maisons à terrasse de style victorien reliant High Street avec Warwick Road. La construction de la zone d'activité commerciale a engendré la démolition de tout cet ensemble de rues et de la grande église congrégationnelle victorienne qui se tenait au coin de Union Street et de Warwick Road. 
Sur le côté droit de High Street en venant du porche de l'église St Alphege, se trouve une des plus vieilles bornes de la ville, The George, qui date du XVIe siècle. De nos jours elle se nomme le Jarvis International Hotel.
De l'autre côté de High Street, on trouve le Manor House datant environ de 1495.
Un magasin de bricolage avec un complexe de loisirs se sont implantés assez récemment en centre-ville.
Solihull est devenue une ville-dortoir pour Birmingham avec qui elle est mitoyenne.

## Loisirs

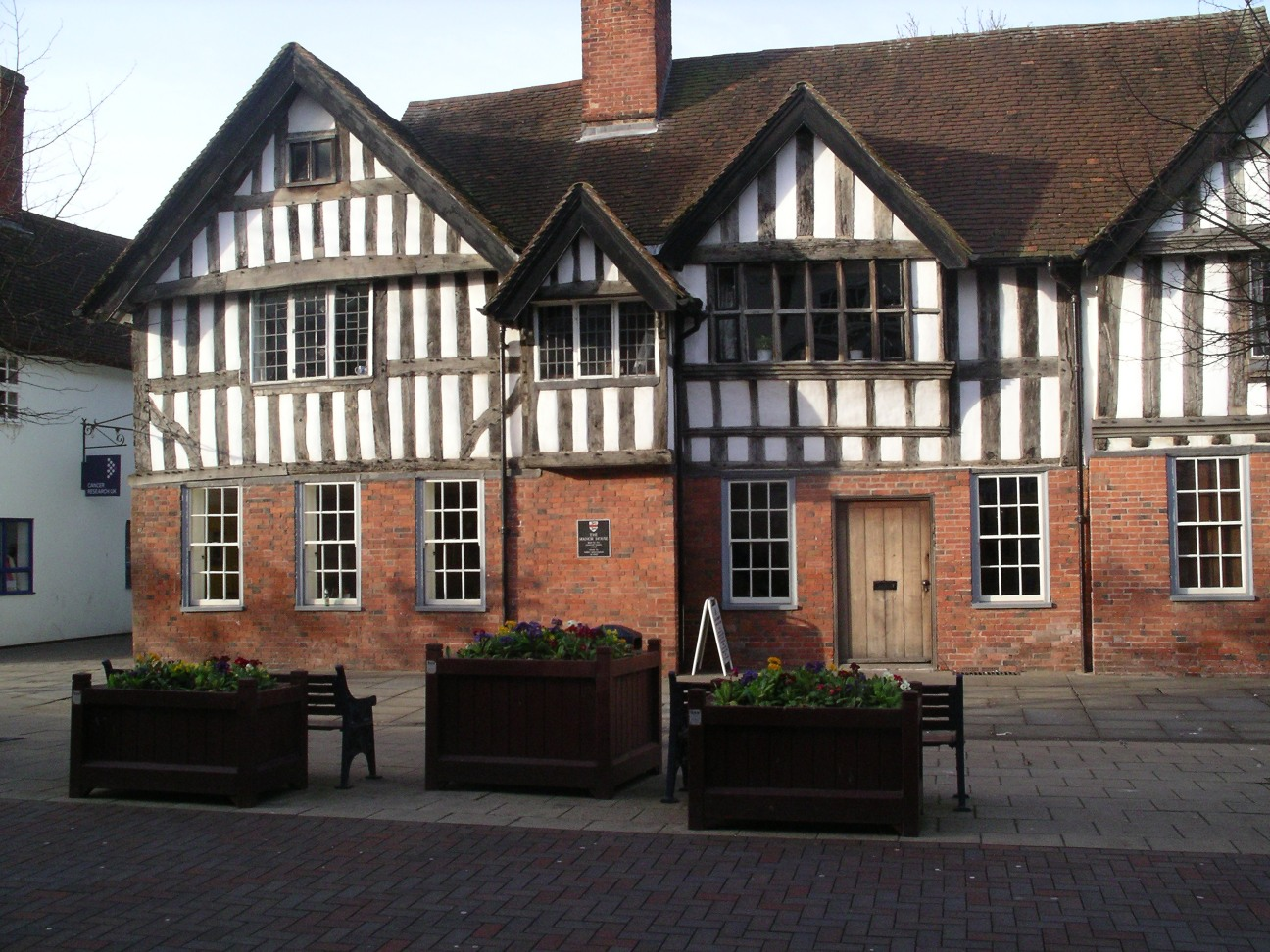
The Manor House, Solihull.

Solihull possède beaucoup de parcs dont le Parc Malvern, le Parc Brueton, le Parc Tudor Grange et le Parc Shirley. Les plus proches du centre-ville sont les Parcs Malvern et Brueton. Ils sont reliés et couvrent un peu plus de 50 hectares. Le Parc Brueton est considéré comme faisant partie des terres du Malvern Hall, datant d'environ 1690. Ce bâtiment abrite maintenant l'école St Martin.
Solihull a de nombreux équipements de loisirs dont une piscine municipale près du Parc Tudor Grange. Celle-ci a remplacé une piscine découverte dans ce même parc démolie dans les années soixante. Elle-même est sur le point d'être démolie.
Le Parc Tudor Grange a aussi deux centres sportifs : le plus moderne, le Tudor Grange sports centre et, le plus ancien, le Norman Green sports centre anciennement connu sous le nom de Norman Green Athletics Centre.
Il y a aussi une piste bois de skateboard en extérieur et une installation pour le patinage de vitesse dans le Parc Tudor Grange. La voile se pratique sur le Olton Reservoir.
On trouve une patinoire sur Hobs Moat Road utilisée par les équipes de hockey sur glace Solihull Barons, Solihull Vikings et Solihull Vixens, ainsi qu'à une équipe de hockey junior, au club de course sur glace des Mohawks, aux clubs de danse sur glace et de patinage artistique. 
La rivière Blythe, affluent de la rivière Trent, traverse une partie de Solihull dont les Parcs Malvern et Brueton.
Ajoutons encore que la ville héberge l'usine de la célèbre marque de véhicules tout-terrain  Jaguar Land Rover.

## Transport
De nombreuses routes traversent Solihull :
- Birmingham - Warwick ;
- Birmingham - Stratford ;
- Autoroutes M42 et M40, la reliant ainsi à Oxford et Londres ;
- et tout le réseau autoroutier desservant les Midlands de l'Ouest.

La conurbation est très bien desservie en trains aussi bien en lignes locales que nationales.
Le Canal Grand Union traverse Solihull et la relie au Thames à Londres.
Des services de bus locaux sont fournis en quantité par la compagnie Travel West Midlands à partir de leur dépôt d'Acocks Green au sud-est de Birmingham.

## Administration
En raison de sa croissance, Solihull est passé du statut de district urbain à celui de municipalité, honneur accordé par la princesse Margaret. 
En 1964, Solihull est devenu municipalité de comté, honneur accordé par la reine Élisabeth II. En 1974, la municipalité de comté Solihull a fusionné avec le district rural de Meriden à sa périphérie pour former le district métropolitain de Solihull. Cela inclut aussi les districts de Shirley, Castle Bromwich et Chelmsley Wood (au nord de Solihull). À cette occasion, il a été réaffecté du comté de Warwickshire au comté des Midlands de l'Ouest pour devenir ainsi une autorité unique.

## Personnalités
- Roy McDonough, footballeur, détenteur du record d'expulsions en Football League, y est né en 1958.
- Alan Cox, développeur ayant fait un apport majeur au noyau Linux, y est né en 1968.
- Richard Hammond, animateur, y est né le 19 décembre 1969.
- Celia Rees, écrivaine, y est née le 17 juin 1949.
- Martin Johnson (1970-), joueur de rugby à XV, champion du monde.
- Will Grigg, joueur de football, y est né le 3 juillet 1991.
- Clare Maguire est une autrice-compositrice-interprète née le 15 septembre 1988 dont la chanson la plus connue en France est Elizabeth Taylor (2016).
- Gwendoline Delbos-Corfield, eurodéputée française.
- Joanna Cox, une navigatrice britannique, y est née.

## Jumelage
- Cholet (France) depuis 1999

## Sport
C'est le siège d'UK Athletics, la fédération britannique d'athlétisme depuis 1999.
La ville abrite le siège social de la marque de vêtements de sport Gymshark depuis 2018.